# Hotel Rocamar
L'Hotel Rocamar de Cadaquès fou un hotel de tres estrelles amb cinc plantes inaugurat el 1956 entre les platges del Llaner Petit i sa Conca. L'edifici sobresurtia del perfil del conjunt històric del poble i va disposar de la primera planta dessalinitzadora d'Europa d'ús particular.

## Història
El farmacèutic Alejandro Gummà Castelló va ser el seu impulsor. Fill de figuerencs que van emigrar a Xile, amb 7 anys va tornar a Figueres. Va cursar els estudis de farmàcia a Barcelona i, el 1932, va patentar el Servetinal, un producte estomacal.
El 1936 va iniciar la construcció d'un habitatge d'estiueig entre el Llané Petit i Sa Conca de Cadaqués, en un solar d'uns 20.000 metres quadrats, fins al 1941 en que es van acabar. Va reconvertir l'habitatge en un hotel que es va estrenar el 1956 amb 32 habitacions. En els seus inicis va dedicar-se al negoci amb la seva dona i més tard ho deixaria en mans d'un dels fills, Joan Carles Gummà, que en va ser director a partir dels anys seixanta.
Va ser inaugurat el 2 juny de 1956 i Salvador Dalí va destacar la seva integració en l'entorn natural. L'obra va ser disseny de l'arquitecte Pelai Martínez. Els mitjans en van destacar els aires senyorials, les instal·lacions i el paisatge salvatge de les vistes de l'hotel.
Va acollir-hi un festival de cinema i disposava d'un amfiteatre amb una pantalla gegant per projectar pel·lícules i on es feien concerts. Disposava d'accés directe a la platja, piscines interiors i exteriors, un minigolf i pistes de tenis. El 1967 es va instal·lar la primera planta dessalinitzadora d'Europa d'ús particular per abastir l'hotel, que es va portar des d'Israel. També comptava amb una piscina d'aigua salada.
L'hotel va tancar el 30 de setembre de 2014 i fou enderrocat el 2015. L'hotel va ser venut el 2014 a un fons d'inversió neerlandès representat per una família d'empresaris russos que el 2015 va anunciar la construcció d'un nou hotel de luxe amb dos plantes i integrat en l'entorn.